# Амплијасион ел Бланко (Колон)
Амплијасион ел Бланко (шп. Ampliación el Blanco) насеље је у Мексику у савезној држави Керетаро у општини Колон. Насеље се налази на надморској висини од 1937 м.

## Становништво
Према подацима из 2010. године у насељу је живело 7 становника.

### Хронологија
| Година       | 2005          | 2010 |
| ------------ | ------------- | ---- |
| Становништво | 108 (59 / 49) | 7    |

### Попис
| # | Индикатор                     | Вредност |
| - | ----------------------------- | -------- |
| 1 | Укупно домаћинстава           | 4        |
| 2 | Укупно насељених домаћинстава | 2        |
| 3 | Величина локације             | 1        |